# Priscus (uzurpator)
Titus Iulius Priscus a fost un uzurpator din secolul III, din Imperiul Roman.
A fost inițial guvernator al Macedoniei. În 251 a fost numit împărat la Philippopolis, cu ajutorul goților care atacau Imperiul. Senatul l-a declarat dușman al statului. Probabil, Priscus a supraviețuit împăratului Decius, dar a fost ucis în timpul lui Trebonianus Gallus.